# Aureopteryx glorialis
Aureopteryx glorialis là một loài bướm đêm trong họ Crambidae.